# Tour Swiss Life
La Tour Swiss Life (en español, Torre Swiss life) es un rascacielos de oficinas situado en el distrito financiero de la Part-Dieu de Lyon en Francia y construido en 1990.
Con una altura de 82 metros y 21 plantas, esta torre tiene la particularidad de estar rodeada de un foso y tener su planta baja en el nivel -1, siendo la entrada a través de una pasarela.